# 維特比工程學院

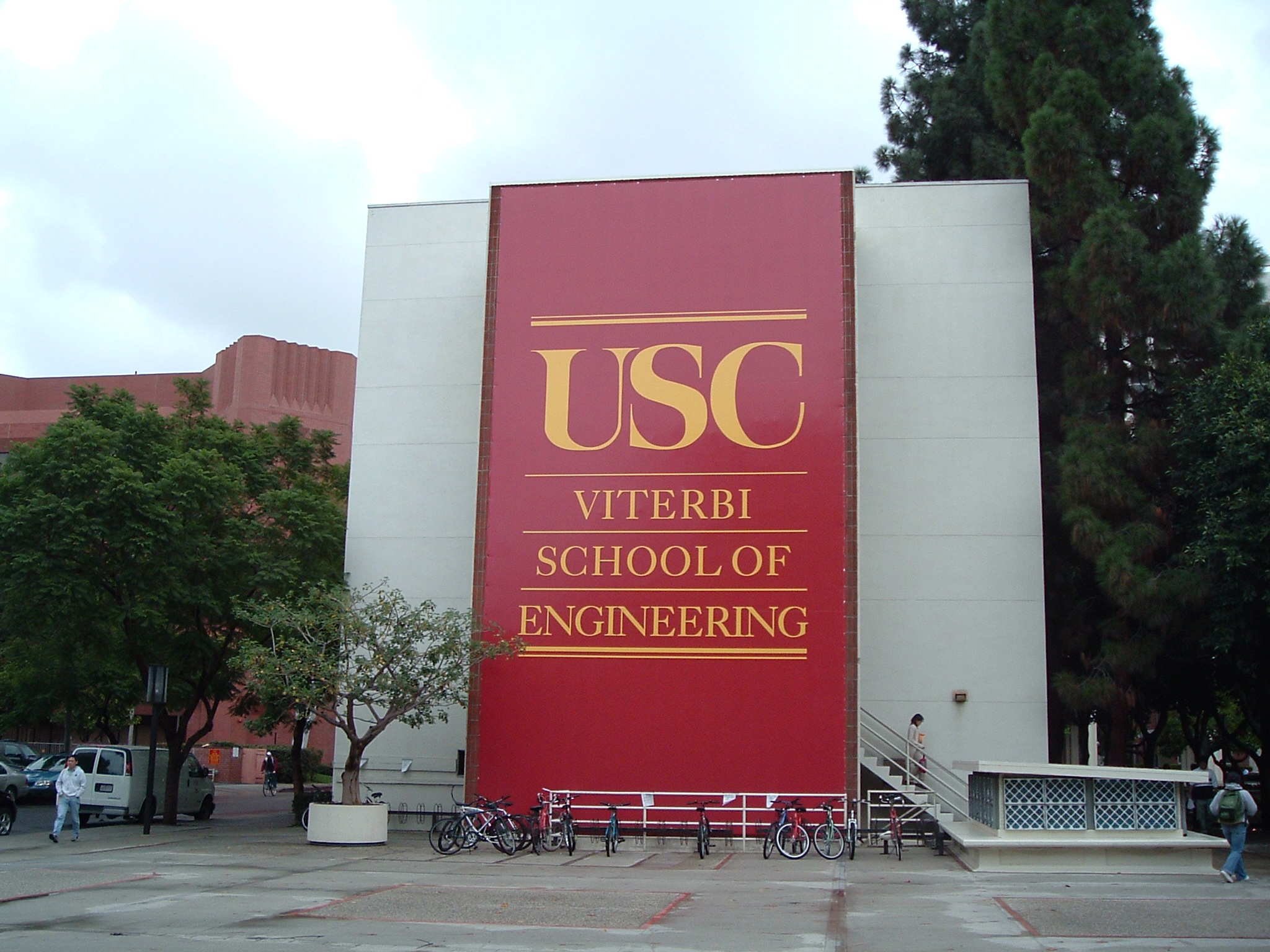
維特比工程學院的西牆

維特比工程學院（Viterbi School of Engineering），舊稱「南加大工程學院」（USC School of Engineering），属于美國南加州大學，在安德鲁·维特比捐贈五千兩百萬美金後更名為維特比工程學院。
学院拥有超過一億三千五百萬美金的外來援助。據美國新聞和世界報導，維特比工程學院目前全美排行第8。
學院也包含位於瑪瑞娜戴爾瑞的資訊科學研究院（ISI），在網際網路的研發扮演著舉足輕重的腳色，而且持續是電腦科學重大研究中心。

## 特殊貢獻
波氏演算法
網域名稱系统 (DNS)
圖形壓縮 & 辨識
擬似亂數序列
系錯誤更正代碼

## 外部連結
- Viterbi工程學院網站 （页面存档备份，存于）